# Plutonița, Suceava
Plutonița (în germană Plutonitza) este un sat ce aparține orașului Frasin din județul Suceava, Bucovina, România.
 Acest articol despre o localitate din județul Suceava este deocamdată un ciot. Puteți ajuta Wikipedia prin completarea lui.